# Himella
Himella là một chi bướm đêm thuộc họ Noctuidae.

## Các loài
- Himella fidelis Grote, 1874